# Tarciane
Tarciane Karen dos Santos de Lima (Belford Roxo, 27 de mayo de 2003), más conocida como Tarciane, es una futbolista brasileña. Juega como defensora en el OL Lyonnes de la Première Ligue de Francia. Es internacional con la selección de Brasil.

## Trayectoria
Tarciane nació en Belford Roxo, Río de Janeiro, y se unió a la cantera del Fluminense en 2019, mediante un proyecto local llamado Daminhas da Bola. Al poco tiempo comenzó a jugar en el equipo principal, mientras que también hacía lo suyo en el sub-18.
El 21 de junio de 2021, Tarciane pidió dejar el Flu, y fichó por el Corinthians.

## Selección nacional
Después de representar a Brasil en las categorías sub-17 y sub-20, Tarciane fue convocada para el equipo mayor por la reconocida Pia Sundhage el 22 de septiembre de 2022, de cara a unos amistosos contra Noruega e Italia. Debutó con el seleccionado absoluto el 7 de octubre de ese año, sustituyendo a Kathellen en el medio tiempo en la victoria por 4-1 contra las noruegas.

## Estadísticas

### Clubes
| Club         | País           | Año             |
| ------------ | -------------- | --------------- |
| Fluminense   | Brasil         | 2019 - 2021     |
| Corinthians  | Brasil         | 2021 - 2024     |
| Houston Dash | Estados Unidos | 2024            |
| OL Lyonnes   | Francia        | 2025 - presente |

## Palmarés

### Títulos nacionales
| Título               | Club        | País   | Año  |
| -------------------- | ----------- | ------ | ---- |
| Campeonato Paulista  | Corinthians | Brasil | 2021 |
| Brasileirão Femenino | Corinthians | Brasil | 2021 |
| Brasileirão Femenino | Corinthians | Brasil | 2022 |
| Supercopa de Brasil  | Corinthians | Brasil | 2022 |
| Copa Paulista        | Corinthians | Brasil | 2022 |
| Brasileirão Femenino | Corinthians | Brasil | 2023 |
| Supercopa de Brasil  | Corinthians | Brasil | 2023 |

### Títulos internacionales
| Título                         | Equipo      | Sede     | Año  |
| ------------------------------ | ----------- | -------- | ---- |
| Copa Libertadores              | Corinthians | Uruguay  | 2021 |
| Campeonato Sudamericano Sub-20 | Brasil      | Chile    | 2022 |
| Copa Libertadores              | Corinthians | Colombia | 2023 |
| Juegos Olímpicos de Verano     | Brasil      | París    | 2024 |
| Copa América                   | Brasil      | Ecuador  | 2025 |